# Wikiwand

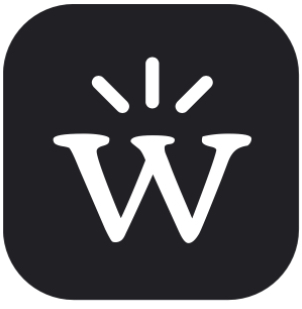
ロゴ

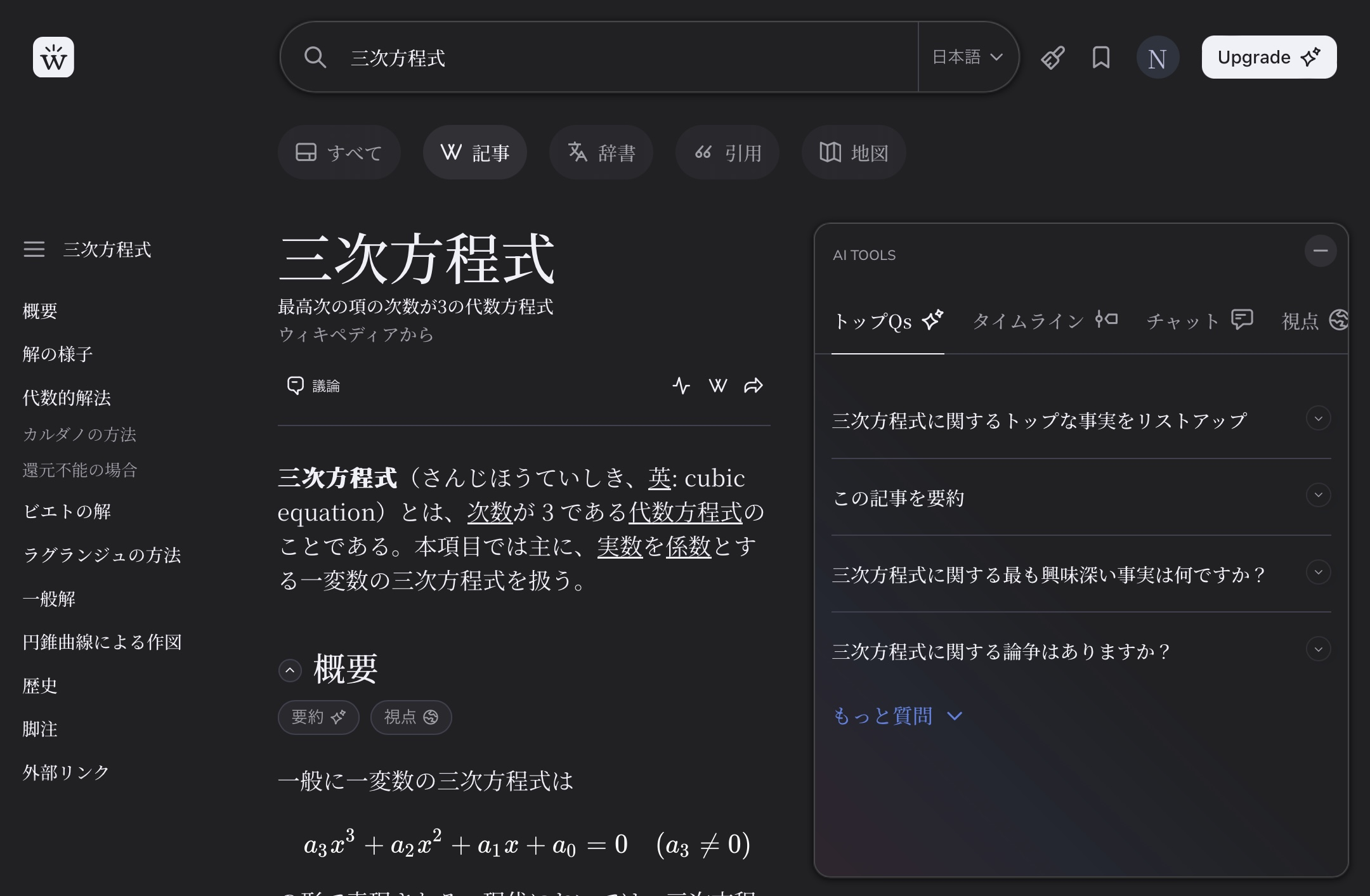
スクリーンショット

Wikiwand（ウィキワンド、旧称:WikiWand）とは、ウィキペディアの閲覧のために開発されたソフトウェアインタフェース、および、その開発のために設立された同名の組織の名称である。
リオール・グロスマンとイラン・レウィンが2013年に設立し、2014年8月に正式版を公開した。インタフェースにはサイドバーメニュー、ナビゲーションバー、他言語版へのパーソナライズリンク、新たなタイポグラフィ、リンクされている記事のプレビューが搭載されている。コンテンツのリストは常に左側に表示されている。
グロスマンが開発するきっかけとなったのはウィキペディアに対する不満で、「インタフェースが10年以上更新されていないから世界で5番目にメジャーで、5,000万人が利用しているウェブサイトという実感が湧いてこない。ウィキペディアのインタフェースが雑然としていて、読みづらく（小さいテキストの大きいブロック）、ナビゲーションもしづらく、使い勝手が悪い。」と主張している。
Wikiwandはインタフェースの改善のために60万ドルを調達してきた。インタフェースはChrome、Safari、FirefoxだけでなくWikiwandのウェブサイトで利用することもできる。テキストブック、記事、クラスへの統合された広告で製品を収益化することを目標としており、収益の30%をウィキメディア財団に寄付するつもりであると述べている。

## 関連するサイト
- Gpedia - 同じくウィキペディアの閲覧のために開発されたサイト